# Quercus tiaoloshanica
Quercus tiaoloshanica — вид рослин з родини букових (Fagaceae), ендемік Хайнаню.

## Опис
Досягає 12 метрів заввишки. Молоді густо золотисто-коричнево вовнисті. Листки скупчені на кінці пагонів, довгасті, шкірясті, 4–10 × 1.2–3 см; верхівка гостра; основа клиноподібна; край цілий або злегка зубчастий до вершини; однотонний; ніжка спочатку запушена, 6–8 мм. Цвітіння: січень — лютий. Жіночі суцвіття 5–15 см завдовжки, густо золотисто-коричнево вовнисті. Жолуді яйцюваті, 20 мм завдовжки й 15 мм ушир; чашечка тонка, вкриває 1/3 горіха, з 6–7 концентричними кільцями луски; дозрівають першого року.

## Середовище проживання
Ендемік Хайнаню. Росте на висотах від 900 до 1400 метрів. Повідомляється, що вид росте у широколистяних вічнозелених лісах у горах (eFloras), але всі відомі випадки показують, що він росте в низинах.

## Загрози
Провінція Хайнань зазнала втрат природних лісових масивів та збільшення площі гумових насаджень з 1995 по 2005 рік.